# 贝尔唐格阿迪
贝尔唐格阿迪（Beltangadi），是印度卡纳塔克邦Dakshina Kannada县的一个城镇。总人口7302（2001年）。

## 人口
该地2001年总人口7302人，其中男性3638人，女性3664人；0—6岁人口816人，其中男401人，女415人；识字率76.12%，其中男性为81.31%，女性为70.96%。